# Hendrik van Beieren (bisschop)
Hendrik van Beieren of Hendrik van de Palts (Heidelberg, 15 februari 1487 - Ladenburg, 3 januari 1552) was bisschop-elect van Utrecht van 1524 tot 1529, en bisschop van Worms van 1523 tot 1552 en van Freising van 1541 tot 1552.
Hendrik stamde uit het huis Wittelsbach en was een zoon van keurvorst Filips van de Palts en broer van keurvorst Lodewijk V van de Palts. Hij was domkanunnik in Keulen voordat hij, op aanbeveling van de aartsbisschop van Keulen, door de Utrechtse kapittels en het burgerpatriciaat tot bisschop werd verkozen. Hij had echter niet de steun van keizer Karel V en hertog Karel van Gelre, die hem het leven zuur maakten. Binnenlands had hij met partijstrijd te maken. Hij speelde met het idee een dwangburcht binnen de stad te bouwen om de burgerij in toom te houden, een plan dat later door Karel V zou worden gerealiseerd als de Vredenburg. 
Toen het verzet van de Utrechtse gilden in de zomer van 1527 zo ver escaleerde dat zij een Gelderse bezetting in de stad lieten komen, moest de bisschop de hulp inroepen van de Hollandse stadhouder van de Habsburgers. Deze stelde snel orde op zaken, maar eiste dat Karel V als onderpand de wereldlijke goederen van het bisdom zou ontvangen. Dit werd vastgelegd in het traktaat van Schoonhoven van 15 november 1527. Op woensdag 21 oktober 1528 vond in de kapittelzaal van de Dom van Utrecht de officiële overdracht plaats en legde men de eed af aan Karel V. Hiermee was een einde gekomen aan de landsheerlijke macht van de Utrechtse bisschop en dus aan het Sticht. Paus Clemens VII bekrachtigde de overdracht ten slotte in augustus 1529.
Hendrik gaf de Utrechtse zetel in 1529 op om zich te wijden aan het bestuur van het rustige prinsbisdom Worms, waarvan hij al sinds 1523 bisschop was. Hij herstelde er het bisschoppelijke zomerverblijf in Dirmstein dat in de boerenoorlog van 1525 ontmanteld was. Later werd Hendrik ook nog tot bisschop van Freising gewijd, waar zijn beide broers Ruprecht en Filips zijn voorgangers waren geweest.
- Gemeinsame Normdatei: 124541496
- Virtual International Authority File: 67402032
- WorldCat: E39PBJvCJPfqjpDfGGQ8jchyh3